# Objectief (taalkunde)
De objectief is een subvorm van de accusatief die de rechtstreekse "slachterofferrol" van het lijdend voorwerp uitdrukt en daardoor wordt onderscheiden van de factitief. In bepaalde gevallen kan de objectief ook de functie van datief vervullen. Daarom wordt deze naamval soms ook wel accudatief genoemd. 
In de volgende 2 Nederlandse zinnen zijn alle objectieven cursief weergegeven: 
- De vrouw keek de man aan.
- Ik heb hem / dat verhaal verteld.